# Vladimir Pravik
Vladimir Pavlovič Pravik, ukrajinski gasilec * 13. junij 1962, Černobil, Ukrajinska SHS, Sovjetska zveza, † 11. maj 1986, Moskva, Ruska SHS, Sovjetska zveza.                       
Pravik je kot gasilec sodeloval pri gašenju požara v reaktorju 4 v času Černobilske nesreče in je tudi zaradi posledic sevanja v obliki opeklin, ki jih je utrpel med gašenjem požara, umrl. Nagrajen je bil z Herojem Sovjetske zveze, Leninovim redom in ukrajinsko Zvezdo za pogum.

## Življenje
Pravik je bil univerzitetni diplomirani umetnik, ki se je ukvarjal s fotografiranjem, risanjem in poezijo. Bil je tudi član Komsomola, mladinskega oddelka Komunistične partije.
Poročen je bil z vzgojiteljco v pripjatskem vrtcu. Ta je rodila njunega prvega otroka v času njegove smrti.

## Černobilska nesreča
26. aprila 1986 ponoči, ko je v reaktorju 4 v Černobilski jedrski elektrarni prišlo do eksplozije, je bil Pravik skupaj s svojimi možmi v gasilskem domu v Pripjatu. Slišal je eksplozijo in čez nekaj sekund se je oglasil alarm. Povedali so mu, da gori streha. Pravik je v elektrarno med rekatorja 3 in 4 poslal 4 gasilska vozila. Ko je prišel k reaktorju 3, je zagledal goreče ruševine reaktorja 4 in sprožil alarm 3. stopnje, kar je pomenilo odzivnost vsakega gasilskega doma v kijevski regiji. 
On in še en gasilec, poveljnik Leonid Shavrey, sta stekla v obrat, da bi izvedla izvidištvo in našla vir požara. Po nekajčasnem teku po praznih hodnikih je Pravik na steni našel telefon, ki je bil neposredno povezan s kontrolno sobo enote 4. Nihče se ni oglasil. Našel je dva inženirja v stiski, ki sta trdila, da sta zagorela turbinska dvorana in streha reaktorja 3.
Pravik in Shavrey sta se vrnila k svojim tovornjakom, ko so prispeli dodatni gasilci iz gasilskega doma Pripjat, na kratko je govoril s poročnikom Kibenokom. Pripjat je pripeljal njihov ZIL-131 AL30 (mehansko lestev). Bila je nameščena na severni strani elektrarne in je bila uporabljena za dostop do požarnih stopnic reaktorja 3, po katerih so se povzpeli na streho reaktorja 3. Na streho reaktorja 3 je Pravik odšel s petimi drugimi možmi, Viktorjem Kibenokom, Vasilijem Ignatenkom, Nikolajem Titenokom, Nikolajem Vaščukom in Vladimirjem Tišuro. Prispel je na vrh reaktorja 3 in razporedil cevi. Nato so skupaj z vsemi cevmi, ki so jih imeli, gasili požar v reaktorju 4.
Med eksplozijo so bile odtočne cevi, ki so dovajale vodo, uničene. Torej je moral Kibenok v svojem tankerju za vodo uporabiti Ural. Pravik je zasukal cev, toda voda ni prišla ven, le suho sikne, Pravik je nato poklical svoj tovornjako in rekel: "Daj mi več pritiska!". Po približno 30 minutah na strehi so se vsi začeli in sesuvati in bruhati. Začeli so se vračati po požarnih stopnicah. Moški, ki so ostali s tovornjaki, so stekli na pomoč.
Prišli so rešilci in jih odpeljali, Leonid Teljatnikov je prišel 10 minut prej in prevzel poveljstvo. Pravik in drugi so en dan preživeli v bolnišnici 126 v Pripjatu, preden so jih s helikopterjem prepeljali v moskovsko bolnišnico št. 6, ki je bila specializirana za bolnike z radioaktivnimi bolezni. 11. maja 1986 je Pravik podlegel opeklinam sevanja in umrl v starosti 23 let. Ocenjuje se, da je bil Pravik izpostavljen sevanju 750 rad (855 roentgen, 7,5 Sv). Zanj velja, da je gasilec, ki se mu je ob občutnih količinah sevanja barva oči spremenila iz rjave v modro.

## Nagrade
- Juank Sovjetske zveze (posmrtno)

- Leninov red (posmrtno)

- Ukrajinska zvezda za pogum (posmrtno)